# Parc national de Hot Springs
Le parc national de Hot Springs (anglais : Hot Springs National Park) est un parc national américain situé dans l'Arkansas. Il protège d'importantes sources chaudes et une ville thermale historique, de nos jours transformée en zone hôtelière. Il est le plus petit parc fédéral du pays par la superficie, mais il reçoit tout de même plus d'un million de visiteurs par an.

## Galerie

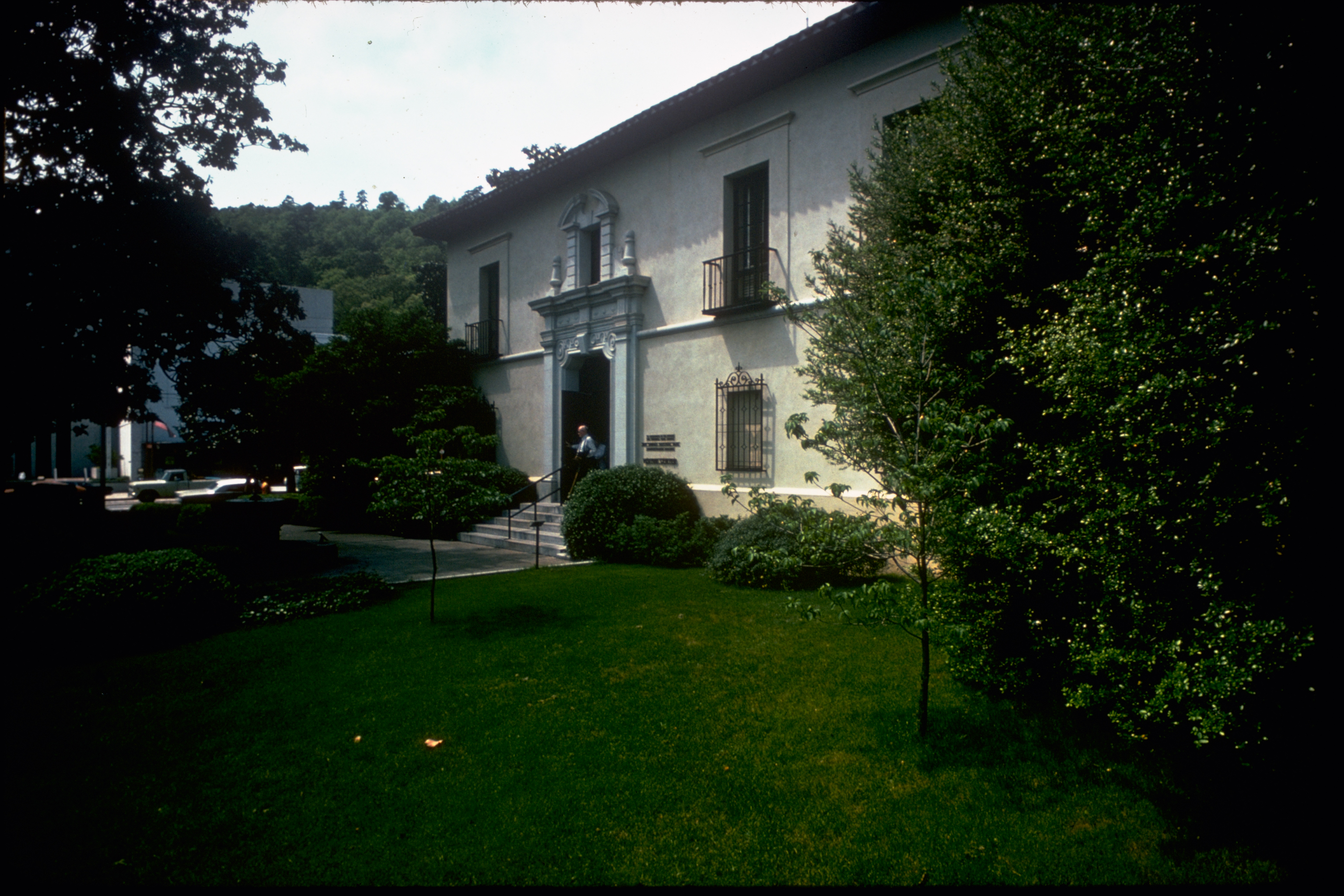
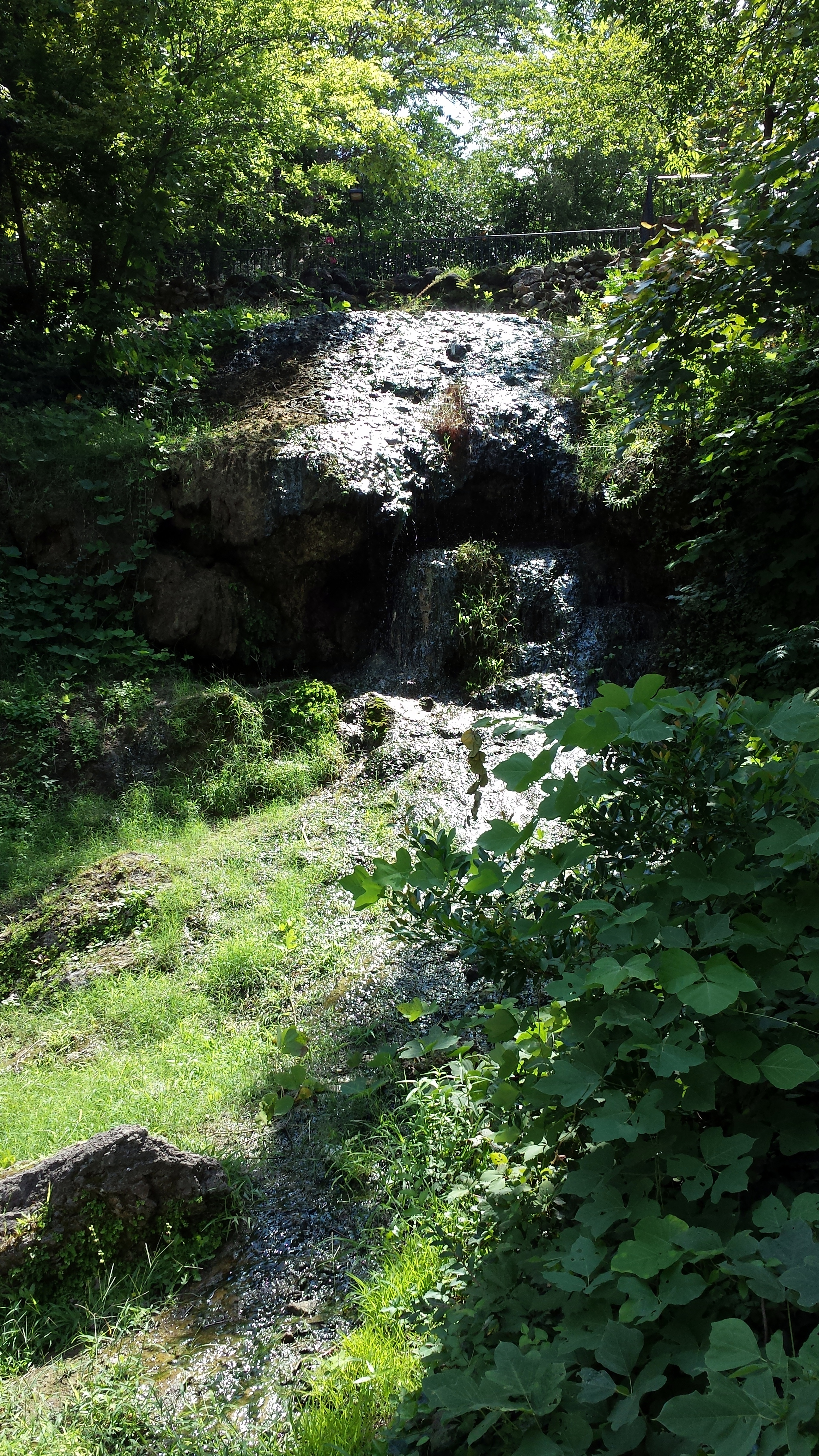
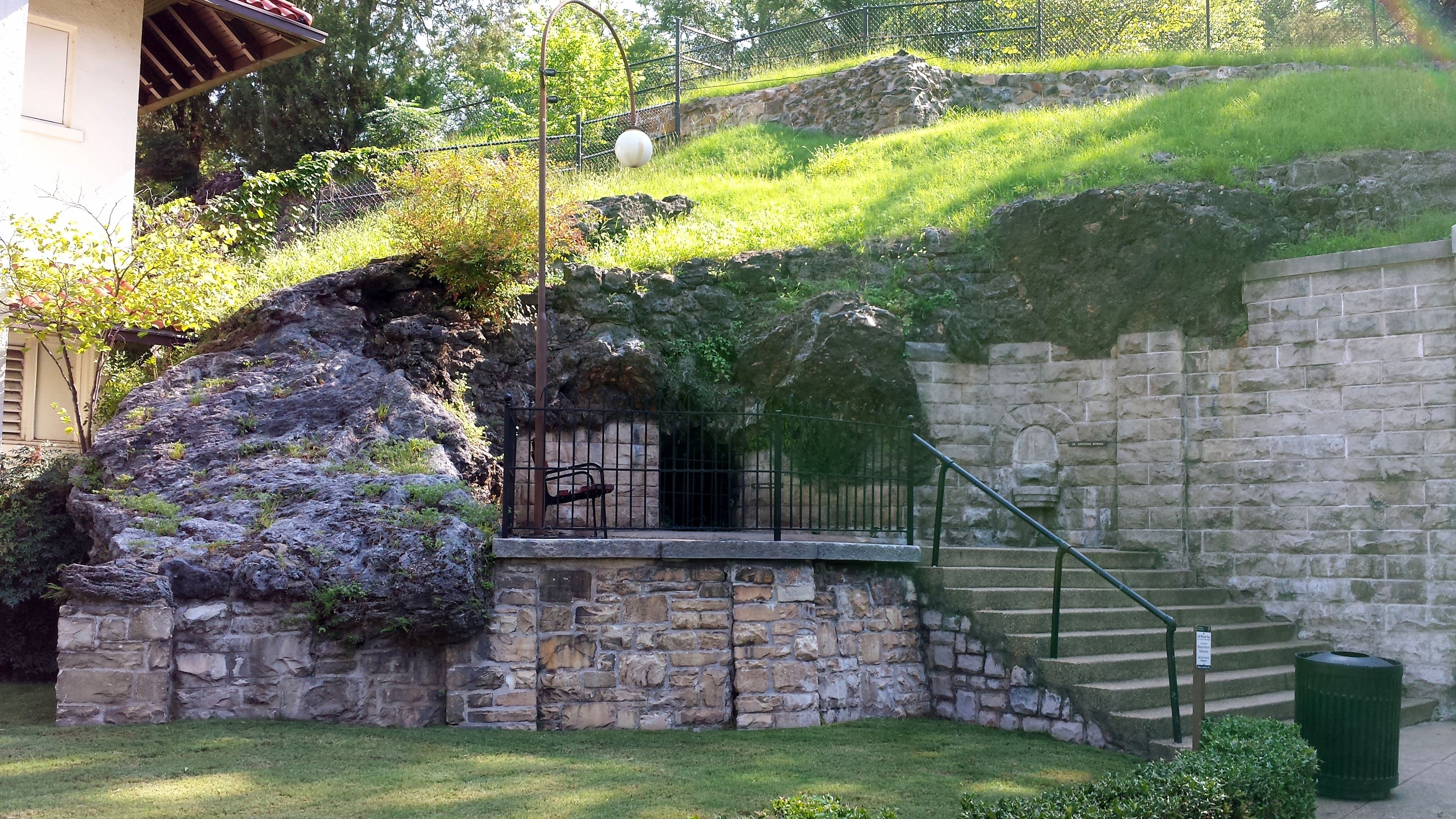
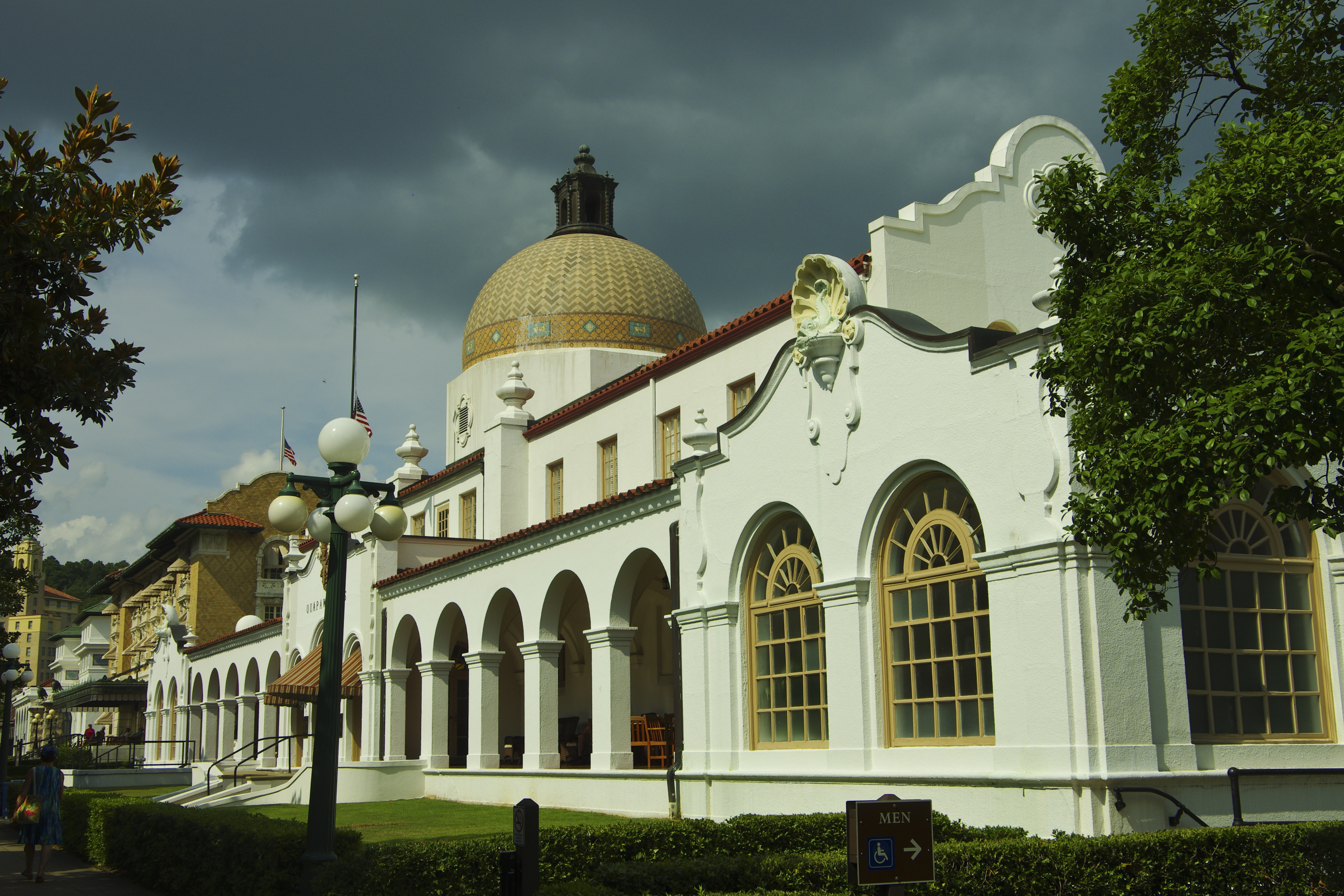
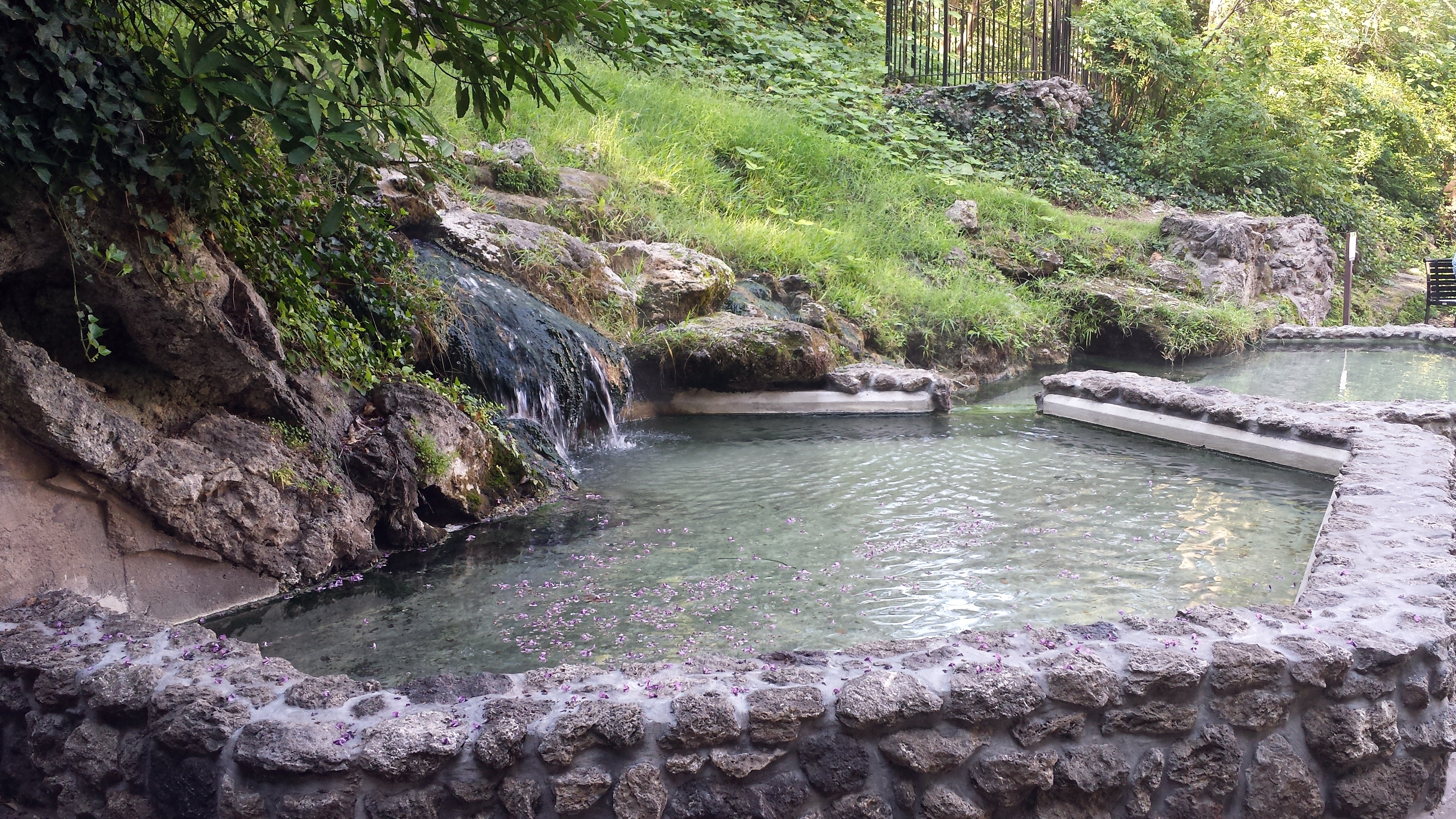
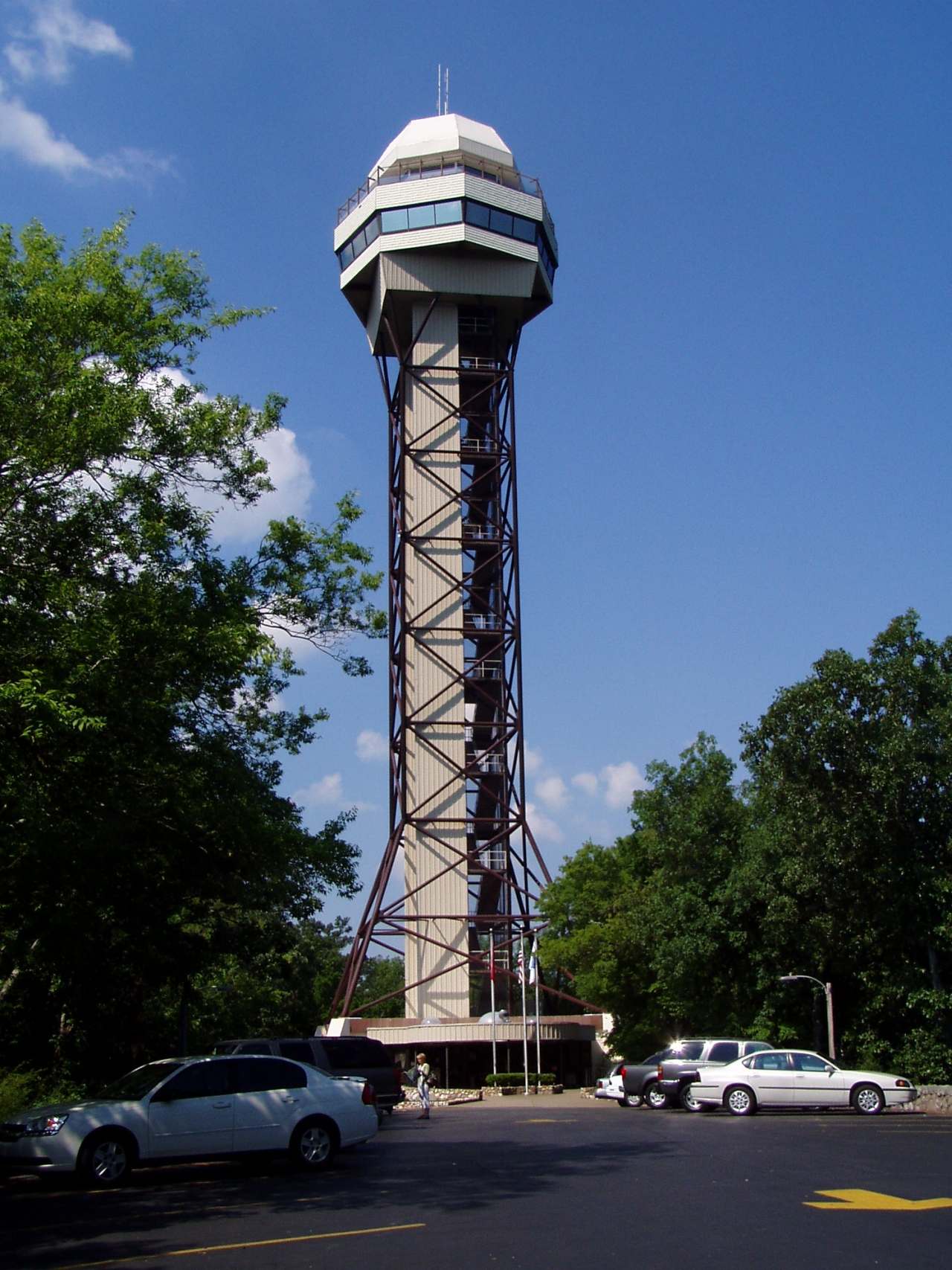
Hot Springs Mountain Tower